# خيسوس أوفييدو هيريرا
خيسوس أوفييدو هيريرا (بالإسبانية: Jesús Oviedo Herrera)‏ هو سياسي مكسيكي، ولد في 11 يونيو 1965 في غواناخواتو في المكسيك. حزبياً، نشط في حزب العمل الوطني. وقد انتخب عضو مجلس النواب المكسيك.